# Burmosa
Burmosa es una variedad cultivar de ciruelo (Prunus salicina), de las denominadas ciruelas japonesas (aunque las ciruelas japonesas en realidad se originaron en China, fueron llevadas a los Estados Unidos a través de Japón en el siglo XIX).
Una variedad que fue criada y desarrollada en la "California Agricultural Esperiment Station" Universidad de California en Davis, antes de 1940, siendo un híbrido de 'Burbank' X 'Formosa'.
Las frutas son de tamaño grande, piel fina con un color verde a amarillo verdoso, sutura poco profunda, y ápice ligeramente puntiagudo, tienen una pulpa de color amarilla con textura semi firme, jugosa, suave, sabor dulce. Tolera las zonas de rusticidad según el departamento USDA, de nivel 5 a 9.

## Sinonimia
- "Burmosa Japanese Plum".

## Historia
Las denominadas ciruelas japonesas con base de Prunus salicina son variedades de ciruela, que fue desarrolladas y cultivada por primera vez en el jardín del famoso horticultor Luther Burbank en Santa Rosa (California). Burbank realizaba investigaciones en su jardín personal y era considerado un artista del fitomejoramiento, que intentaba muchos cruces diferentes mientras registraba poca información sobre cada experimento.
Las ciruelas 'Burmosa' se desarrollaron mediante una hibridación de 'Burbank' como "Parental Madre" x polen de 'Formosa' como "Parental Padre" que fue criada y desarrollada antes de 1940 en la "California Agricultural Esperiment Station" Universidad de California en Davis, realizado por un programa de una duración de 15 años que comenzó en 1932, en colaboración con la U.S.D.A.. La variedad 'Burmosa' ha sido probada en sus características en los "Huertos Experimentales Wolfskill" siendo introducida en los circuitos comerciales en 1952.

## Características
'Burmosa' árbol medio y vigoroso, siendo su fuerte crecimiento extendido una característica notable de la variedad, extendido, bastante productivo. Flor delgada, blanca, necesita polinización cruzada, siendo buenos polinizadores tal como 'Golden Japan', 'Friar', 'Santa Rosa' y 'Laroda', que tiene un tiempo de floración que comienza a partir del 18 de abril con el 10 % de floración, para el 21 de abril tiene una floración completa (80 %), y para el 8 de mayo tiene un 90 % de caída de pétalos.
'Burmosa' tiene una talla de fruto grande, de forma corazón, ligeramente asimétrica; epidermis tiene una piel fina con un color verde a amarillo verdoso, sutura poco profunda, y ápice ligeramente puntiagudo, cavidad medianamente poco profunda, abruptamente redondeada; pulpa de color amarilla con textura semi firme, jugosa, suave, sabor dulce.
Hueso semi adherente, mediana a grande, plana, puntiaguda, casi lisa, zona pistilar apuntada, asimétrico.
Su tiempo de recogida de cosecha se inicia en su maduración de segunda decena de julio. Las ciruelas 'Burmosa' se cultivan normalmente en invernaderos.

## Usos
La ciruela 'Burmosa' es una ciruela de  "floración muy temprana", por lo que es muy sensible a las heladas nocturnas, siendo normalmente árbol de invernadero, entonces cuaja cosecha de ciruelas de buena calidad, siendo muy buenas en postres de cocina como tartas y pasteles, y también se utilizan comúnmente para hacer conservas y mermeladas.